# Kepler-8
Kepler-8 és una estrella a la constel·lació de la Lira, a una distància de 3.430±50 anys llum (∼1 050 parsecs) de la Terra. És una estrella groga-blanca de la seqüència principal de tipus espectral F6V.

## Sistema planetari
El descobriment d'un exoplaneta orbitant aquesta estrella va anunciar-se el 4 de gener de 2010, Kepler-8b va ser descobert gràcies al telescopi Kepler utilitzant el mètode del trànsit astronòmic.
| Planeta   | Massa (MJ) | Període orbital (d) | Semieix-major (ua) | Excentricitat |
| --------- | ---------- | ------------------- | ------------------ | ------------- |
| Kepler-8b | 0,603      | 3,5225              | 0.0483             | 0 (fixat)     |